# Tonpress
Tonpress war ein polnisches Plattenlabel. Es gehörte zur staatlichen KAW (Krajowa Agencja Wydawnicza – Nationale Agentur für Veröffentlichungen). Der Katalog umfasst viele ausländische Lizenzalben und Singles, oft mit verändertem Cover, sowie polnische Schallplatten und Hörbücher für Kinder.
Durch die Tonpress-Lizenzalben hatten DDR-Bürger die Möglichkeit, an Schallplatten damals aktueller westlicher Stars wie zum Beispiel New Order zu gelangen. Nach dem Machtverlust der polnischen Kommunisten nach 1989 entschloss sich die neue, demokratisch gewählte Regierung, Tonpress zu privatisieren. Der Tonpress-Katalog wurde auf verschiedene private Labels aufgeteilt.